# CLPP
CLPP (англ. Caseinolytic mitochondrial matrix peptidase proteolytic subunit) – білок, який кодується однойменним геном, розташованим у людей на короткому плечі 19-ї хромосоми. Довжина поліпептидного ланцюга білка становить 277 амінокислот, а молекулярна маса — 30 180.
| 10         |  | 20         |  | 30         |  | 40         |  | 50         |
| ---------- |  | ---------- |  | ---------- |  | ---------- |  | ---------- |
| MWPGILVGGA |  | RVASCRYPAL |  | GPRLAAHFPA |  | QRPPQRTLQN |  | GLALQRCLHA |
| TATRALPLIP |  | IVVEQTGRGE |  | RAYDIYSRLL |  | RERIVCVMGP |  | IDDSVASLVI |
| AQLLFLQSES |  | NKKPIHMYIN |  | SPGGVVTAGL |  | AIYDTMQYIL |  | NPICTWCVGQ |
| AASMGSLLLA |  | AGTPGMRHSL |  | PNSRIMIHQP |  | SGGARGQATD |  | IAIQAEEIMK |
| LKKQLYNIYA |  | KHTKQSLQVI |  | ESAMERDRYM |  | SPMEAQEFGI |  | LDKVLVHPPQ |
| DGEDEPTLVQ |  | KEPVEAAPAA |  | EPVPAST    |  |            |  |            |

A: Аланін

C: Цистеїн

D: Аспарагінова кислота

E: Глутамінова кислота

F: Фенілаланін

G: Гліцин

H: Гістидин

I: Ізолейцин

K: Лізин

L: Лейцин

M: Метіонін

N: Аспарагін

P: Пролін

Q: Глутамін

R: Аргінін

S: Серин

T: Треонін

V: Валін

W: Триптофан

Кодований геном білок за функціями належить до гідролаз, протеаз, серинових протеаз. 
Задіяний у такому біологічному процесі, як ацетилювання. 
Локалізований у мітохондрії.